# Fred Turner
Frederick Leo Turner, detto "Fred" (Des Moines, Iowa, 6 gennaio 1933 – Glenview, 7 gennaio 2013), è stato un imprenditore statunitense, amministratore delegato della McDonald's Corporation.
Gli viene attribuito il merito di aver contribuito a espandere in modo massiccio McDonald's, introducendo nuovi prodotti e stabilendo nuovi standard di servizio per l'azienda e i suoi dipendenti.

## Biografia
Turner crebbe tra Des Moines e Chicago, e si laureò alla Drake University nel 1954.  Dopo il college, si arruolò nell'esercito.
Nel 1956 iniziò la propria carriera da McDonald's come addetto alla griglia e fu in breve tempo promosso di ruolo. Venne nominato vicepresidente operativo nel 1958, quando l'azienda aveva ancora solo 34 dipendenti. In questa posizione, stabilì linee guida rigorose su come gli hamburger e altri prodotti dovevano essere serviti da McDonald's - incluse le patatine fritte che "dovevano avere uno spessore di 7,112 millimetri", e come "esattamente dieci hamburger dovessero essere formati da ogni chilo di manzo". "Qualità, servizio e pulizia" era il suo motto.
Nel 1967 fu promosso vicepresidente esecutivo e un anno dopo presidente. Nel 1973 divenne amministratore delegato e nel 1977 sostituì Ray Kroc alla guida dell'azienda. Sotto Turner, McDonald's allargò il proprio giro d'affari in 118 nazioni, con oltre 31,000 locali, e vendite che superavano il miliardo di hamburger. Ha inventato in particolare le famose crocchette di pollo fritte, i "Chicken McNuggets".
Si ritirò nel 2004, restando presidente onorario fino al decesso. Morì il 7 gennaio 2013, il giorno dopo il suo ottantesimo compleanno, a causa di complicazioni dovute a una polmonite.

## Vita privata
Nel giugno 1954, subito dopo aver terminato il college, Turner si è sposato con una studentessa dello stesso college, Patricia Shurtleff. La coppia ha avuto tre figlie. Patricia è scomparsa il 9 ottobre 2000.